# Sten Pentus

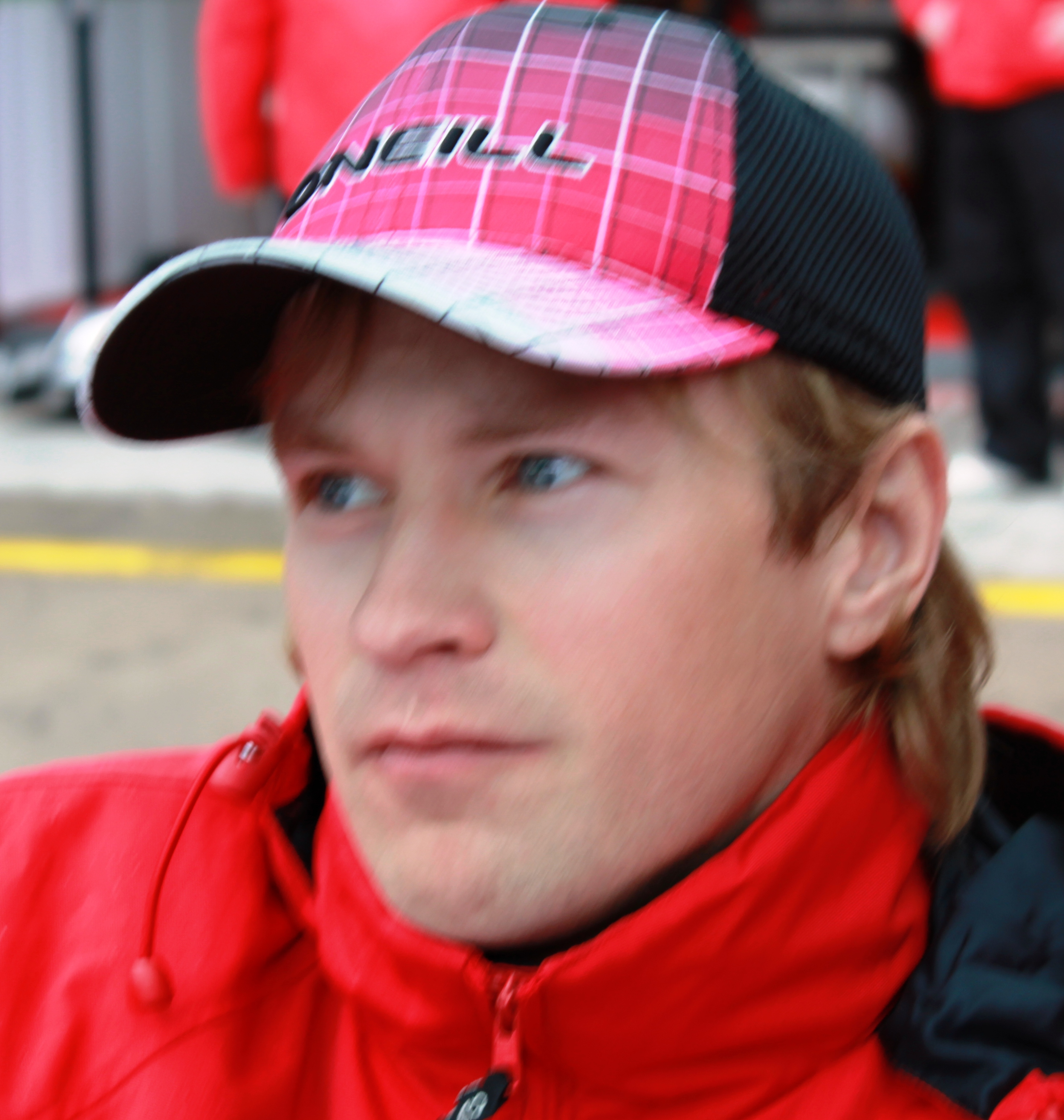
Sten Pentus (2011)

Sten Pentus (* 3. November 1981 in Tallinn) ist ein estnischer Automobilrennfahrer. Er nahm von 2008 bis 2011 an der Formel Renault 3.5 teil. 2012 startete er in der Auto GP World Series.

## Karriere
Nachdem Pentus im Kartsport aktiv war und u. a. 1996 estnischer Junioren-Vizemeister geworden war, wechselte er 2000 in den Formelsport und wurde auf Anhieb Meister der Formel Baltic und der baltischen Formel 4. Pentus blieb 2001 in der baltischen Formel 4 und gewann diese Meisterschaft ein weiteres Mal. In den folgenden zwei Saisons startete er erneut in der Formel Baltic und gewann 2002 den Vizemeistertitel dieser Serie. Außerdem ging er 2002 sowohl in der finnischen, als auch in der baltischen Tourenwagen-Meisterschaft an den Start. 2004 wechselte Pentus in die deutsche Formel BMW und belegte den 18. Platz in der Fahrerwertung. Nachdem er 2005 noch einmal in der Formel Baltic an den Start gegangen war, nahm er 2006 an einigen Rennen des Formel Renault 2.0 Eurocups sowie der nordeuropäischen Formel Renault teil.

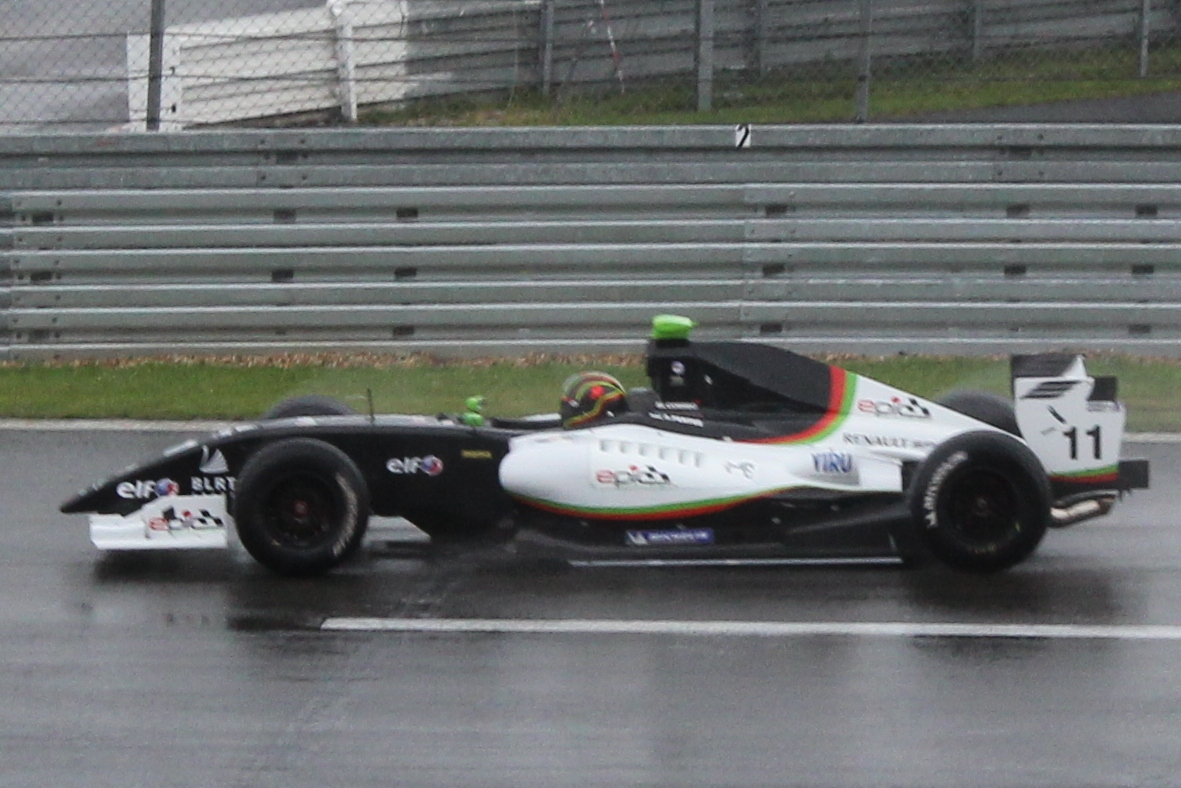
Sten Pentus für EPIC Racing in der Formel Renault 3.5 auf dem Nürburgring

2007 startete Pentus in der BARC Formel Renault und erreichte den elften Platz in der Gesamtwertung. Anschließend trat er im Winter 2007 in der Wintermeisterschaft der BARC Formel Renault an und er gewann sein erstes Rennen außerhalb seiner baltischen Heimat. 2008 ging Pentus in der britischen Formel Renault an den Start. Es gelang ihm aber nicht, an die Erfolge des Vorjahres anzuknüpfen und er belegte nur den 18. Platz im Gesamtklassement. Außerdem gab er sein Debüt in der Formel Renault 3.5. 2009 erhielt Pentus ein Cockpit für die komplette Saison der Formel Renault 3.5 bei Mofaz Racing. Bereits beim zweiten Rennen der neuen Saison gelang dem Esten als Zweiter seine erste Podest-Platzierung in der Formel Renault 3.5. Im weiteren Saisonverlauf gelang es ihm allerdings nicht, an seinen guten Saisonstart anzuknüpfen, und erzielte nur bei drei weiteren Rennen Punkte. Am Saisonende belegte er den 16. Gesamtrang. 2010 blieb Pentus in der Formel Renault 3.5 und ging für Fortec Motorsport an den Start. Wie in der Vorsaison gelang Pentus ein guter Saisonstart und er gewann beim zweiten Rennen in Alcañiz sein erstes Rennen in dieser Meisterschaft. In dieser Saison gelang es ihm regelmäßiger zu punkten und er erzielte auf dem Hungaroring einen weiteren Sieg. Am Saisonende belegte er den vierten Platz in der Meisterschaft und lag damit deutlich vor seinem Teamkollegen Jon Lancaster, der 13. wurde. 2011 bestritt Pentus für EPIC Racing seine vierte Saison in der Formel Renault 3.5. Es gelang ihm nicht, an die Leistungen aus der Vorsaison anzuknüpfen und er wurde mit einem sechsten Platz als bestes Ergebnis und 11 Punkten 24. in der Meisterschaft. Sein Teamkollege Albert Costa lag mit 151 Punkten auf dem vierten Platz.
2012 stieg Pentus zum zweiten Rennwochenende für Virtuosi Racing UK in die Auto GP World Series ein. Nachdem er ein Rennwochenende pausiert hatte, erhielt er für zwei Veranstaltungen ein Cockpit bei Zele Racing. Mit einem vierten Platz als bestem Ergebnis wurde er 15. in der Fahrerwertung.

## Persönliches
Sten Pentus ist der jüngere Bruder der estnischen Politikerin Keit Pentus (* 1976).

## Karrierestationen
| - 2000: Baltische Formel 4 (Meister) - 2000: Formel Baltic (Meister) - 2001: Baltische Formel 4 (Meister) - 2001: Baltic Touring Car Championship, Super 1600 (Platz 2) - 2002: Formel Baltic (Platz 2) - 2002: Baltic Touring Car Championship, B2000 (Platz 7) - 2002: Finnish Touring Car Championship | - 2003: Formel Baltic (Platz 4) - 2004: Deutsche Formel BMW (Platz 18) - 2005: Formel Baltic (Platz 10) - 2006: Formel Renault 2.0 Eurocup - 2006: Nordeuropäische Formel Renault (Platz 30) - 2007: BARC Formel Renault (Platz 11) - 2007: BARC Formel Renault, Winterserie (Platz 4) | - 2008: Britische Formel Renault (Platz 18) - 2008: Formel Renault 3.5 (Platz 31) - 2009: Formel Renault 3.5 (Platz 16) - 2010: Formel Renault 3.5 (Platz 4) - 2010: Toyota Racing Series (Platz 4) - 2011: Formel Renault 3.5 (Platz 24) - 2012: Auto GP (Platz 15) |